# 1434
- Wikisource

| Calendário gregoriano                                                        | 1434 MCDXXXIV                                         |
| Ab urbe condita                                                              | 2187                                                  |
| Calendário arménio                                                           | 883 – 884                                             |
| Calendário bahá'í                                                            | -410 – -409                                           |
| Calendário budista                                                           | 1978                                                  |
| Calendário chinês                                                            | 4130 – 4131 Início a 9 de fevereiro (aproximadamente) |
| Calendário copta                                                             | 1150 – 1151                                           |
| Calendário etíope                                                            | 1426 – 1427                                           |
| Calendários hindus - Vikram Samvat - Calendário nacional indiano - Cáli Iuga | 1489 – 1490 1355 – 1356 4534 – 4535                   |
| Calendário Holoceno                                                          | 11434                                                 |
| Calendário islâmico                                                          | 837 – 838                                             |
| Calendário judaico                                                           | 5194 – 5195                                           |
| Calendário persa                                                             | 812 – 813                                             |
| Calendário rúnico                                                            | 1684                                                  |
| Calendário solar tailandês                                                   | 1977                                                  |

1434 (MCDXXXIV, na numeração romana) foi um ano comum do século XV do Calendário Juliano, da Era de Cristo, a sua letra dominical foi C (52 semanas), teve início a uma sexta-feira e terminou também a uma sexta-feira.
| Ano completo                       |
| ---------------------------------- |
| Ano comum com início à sexta-feira |

## Eventos
- 19 de maio - Simão Vela sonha com a imagem de Nossa Senhora, que encontraria cinco anos mais tarde, e seria chamada Nossa Senhora da Penha de França.
- Gil Eanes consegue, após quinze tentativas, dobrar o Cabo Bojador, graças à utilização da caravela, dissipando o terror que este promontório inspirava.
- Pnom Penh torna-se capital de Camboja.
- É encontrado ouro na região da Guiné.
- Começam as obras de construção do Panteão (Mausoléu) de Dom Duarte no Mosteiro da Batalha. Esse espaço também é conhecido por Capelas Imperfeitas[ligação inativa] por não terem sido concluídas.